# Irracjonalizm
Irracjonalizm (łac. irrationalis – nierozumowy) – pogląd filozoficzny głoszący, że rzeczywistości nie da się poznać w racjonalny sposób, przypisujący najwyższą wartość pozarozumowym środkom poznawczym.
Irracjonalizm był postawą typową dla romantyzmu i modernizmu. Henri Bergson uważał, że człowiek ma do dyspozycji dwie władze poznawcze: intelekt i intuicję, stawiając wyżej intuicję.
Irracjonalizm jest również ujmowany w opozycji do racjonalizmu i antyirracjonalizmu. Irracjonalizm uznaje za wartościowe nie tylko zjawiska intersubiektywne i dające się potwierdzić doświadczalnie.
W języku potocznym irracjonalizm to przekonania i działania niepoparte logiką ani rozsądkiem, oparte np. na emocjach.

## Przykłady
Lista szkół i filozofów irracjonalnych
- orfizm
- Pitagoras i Pitagorejczycy
- Plotyn i Neoplatonizm
- Blaise Pascal
- Adam Smith
- Jean-Jacques Rousseau
- Arthur Schopenhauer
- Søren Kierkegaard
- Martin Heidegger
- Friedrich Nietzsche